# Малый Юган
Ма́лый Юга́н — река в России, правый приток Большого Югана, протекает по территории Сургутского района Ханты-Мансийского автономного округа. Длина реки — 521 км, площадь водосборного бассейна — 10200 км².

## Течение
Малый Юган начинается в Васюганских болотах на юго-востоке Сургутского района Ханты-Мансийского округа, около границы с Томской областью. Течёт по центральной части Западно-Сибирской низменности через малонаселённую заболоченную таёжную местность на запад, а после слияния с левым притоком Колкоченъягуном поворачивает на северо-запад, удерживая это направление до самого устья. Река впадает в Большой Юган в его нижнем течении близ посёлка Малоюганский.
Река имеет равнинный характер во всём течении. Русло очень извилистое, со множеством меандров и стариц (урьев). В Малый Юган впадают многочисленные притоки.

## Гидрология
Длина 521 км, площадь бассейна 10 200 км². Среднегодовой расход воды — в 112 км от устья в 1960—1995 годах составляет 55 м³/с. Многолетний минимум стока наблюдается в марте (9,4 м³/с), максимум — в мае (196 м³/с). За период наблюдений (1959—1999) абсолютный минимум месячного стока (7 м³/с) наблюдался в марте 1990 года, абсолютный максимум (344 м³/с) — в июне 1979.
Питание смешанное, с преобладанием снегового. Половодье с мая по июль, в сентябре — октябре бывают дождевые паводки. Средний расход в 166 км от устья около 60 м³/с. Замерзает Малый Юган в октябре, вскрывается в конце апреля—мае.

## Инфраструктура
Малый Юган находится полностью в пределах Сургутского района ХМАО. Основные населённые пункты от устья к истокам Кинямино, Ачимовы-1-е, Ачимовы-2-е, Тюмкины, Каймысовы, Асмановы.
По Малому Югану, в среднем его течении, проходит восточная граница Юганского заповедника.

## Данные водного реестра
По данным государственного водного реестра России относится к Верхнеобскому бассейновому округу, водохозяйственный участок реки — Обь от города Нефтеюганск до впадения реки Иртыш, речной подбассейн реки — Обь ниже Ваха до впадения Иртыша. Речной бассейн реки — (Верхняя) Обь до впадения Иртыша.

## Притоки
(км от устья)
- 12 км: пр. Пынкильях
- 54 км: лв. без названия
- 77 км: пр. Сэккынгъяха
- 112 км: лв. Мохтикмисат
- 141 км: лв. Хлильхигый
- 179 км: лв. Тугалыпсап
- 194 км: пр. Саваильпа
- 210 км: лв. Коимигый
- 225 км: лв. Айкоим
- 236 км: лв. Инкигый
- 252 км: лв. Вуяяны
- 257 км: пр. Хомысигай
- 280 км: лв. Вансоригай
- 298 км: пр. Пулыйтигай
- 316 км: лв. Лярыкни
- 336 км: лв. Маальях
- 336 км: пр. Кагнып
- 353 км: пр. Керпетьягун
- 367 км: лв. Куттылоригай
- 393 км: лв. Урийпегу
- 394 км: пр. Кутымигай
- 407 км: лв. Колкоченъягун
- 441 км: лв. Тлякомкоимъягун
- 447 км: лв. Петьяун
- 449 км: пр. Лоромъягун
- 493 км: пр. Медвежья